# Clinopogon velatus
Clinopogon velatus är en tvåvingeart som beskrevs av Scarbrough 2006. Clinopogon velatus ingår i släktet Clinopogon och familjen rovflugor. Inga underarter finns listade i Catalogue of Life.